# Johannes av Mirecourt
Johannes av Mirecourt (latin: Johannes de Mercuria), född cirka 1300 i Mirecourt, död cirka 1349, var en fransk cisterciensmunk och skolastisk filosof och teolog. Han var lärjunge till William Ockham och var en framträdande nominalist. Johannes kallades för Monachus Albus, "den vite munken".
Johannes studerade i Paris och avlade examen. Åren 1344–1345 föreläste han om Petrus Lombardus Sentenser; sistnämnda år utgav han en kommentar till detta verk. Två år senare, 1347, blev 63 av hans teser censurerade. Fakulteten tillät Johannes att skriva en förklarande apologi; detta föranledde att det censurerade antalet teser minskade till 41 stycken.
Johannes avvisade bland annat möjligheten att rationellt kunna bevisa att Gud utgör den första orsaken.